# Blas Parra Díaz
Blas Parra Díaz (Valencia, 26 de enero de 1948) es un escritor español.

## Formación
Comenzó sus estudios en un colegio de Escolapios. Tras finalizar la secundaria, estudió derecho e historia en la Universidad. Consiguió una plaza de funcionario y actualmente trabaja como en una editorial.

## Obras
- Locos Anhelos escrita en 1985, publicada en 1987. Es su primera obra, con la que consiguió el Premio Villa de Alacuás. Se caracteriza por su ambientación histórica y su contenido erótico.
- Entre las ruinas, novela corta, 1989. Ganó el Premio Casino de Mieres, consolidando su carrera literaria.
- No me dejes mamaíta, en 1992. Es una novela de humor satírico contra la corrupción de la sociedad española del momento.
- El edificio, escrita en 1994, publicada en 1997. Ganó el Premio Ciudad de Valencia.
- La sombra de Azorín, 2003.
- El artista humillado, 2005.
- Dulce veneno, 2009.
- Rescate de suicidas, 2010. Primera pieza teatral del autor para cinco voces y música.